# Kamienica przy ulicy Kochanowskiego 2 w Katowicach
Kamienica przy ulicy Jana Kochanowskiego 2 i Plebiscytowej 1 w Katowicach – zabytkowa, narożna kamienica mieszkalno-użytkowa, położona w narożniku ulicy J. Kochanowskiego 2 i Plebiscytowej 1 w Katowicach-Śródmieściu. Powstała ona w latach 1896–1906 jako Hotel „Deutsches Haus”. Została ona zaprojektowana przez Paula Frantziocha w stylu eklektycznym z elementami secesji i neogotyku. W kamienicy w latach 1920–1921 mieścił się Polski Komisariat Plebiscytowy w Katowicach, którego kierownikiem był Henryk Jarczyk, a w okresie międzywojennym była ona siedzibą licznych organizacji. Po II wojnie światowej kamienica stała się budynkiem mieszkalnym.

## Historia

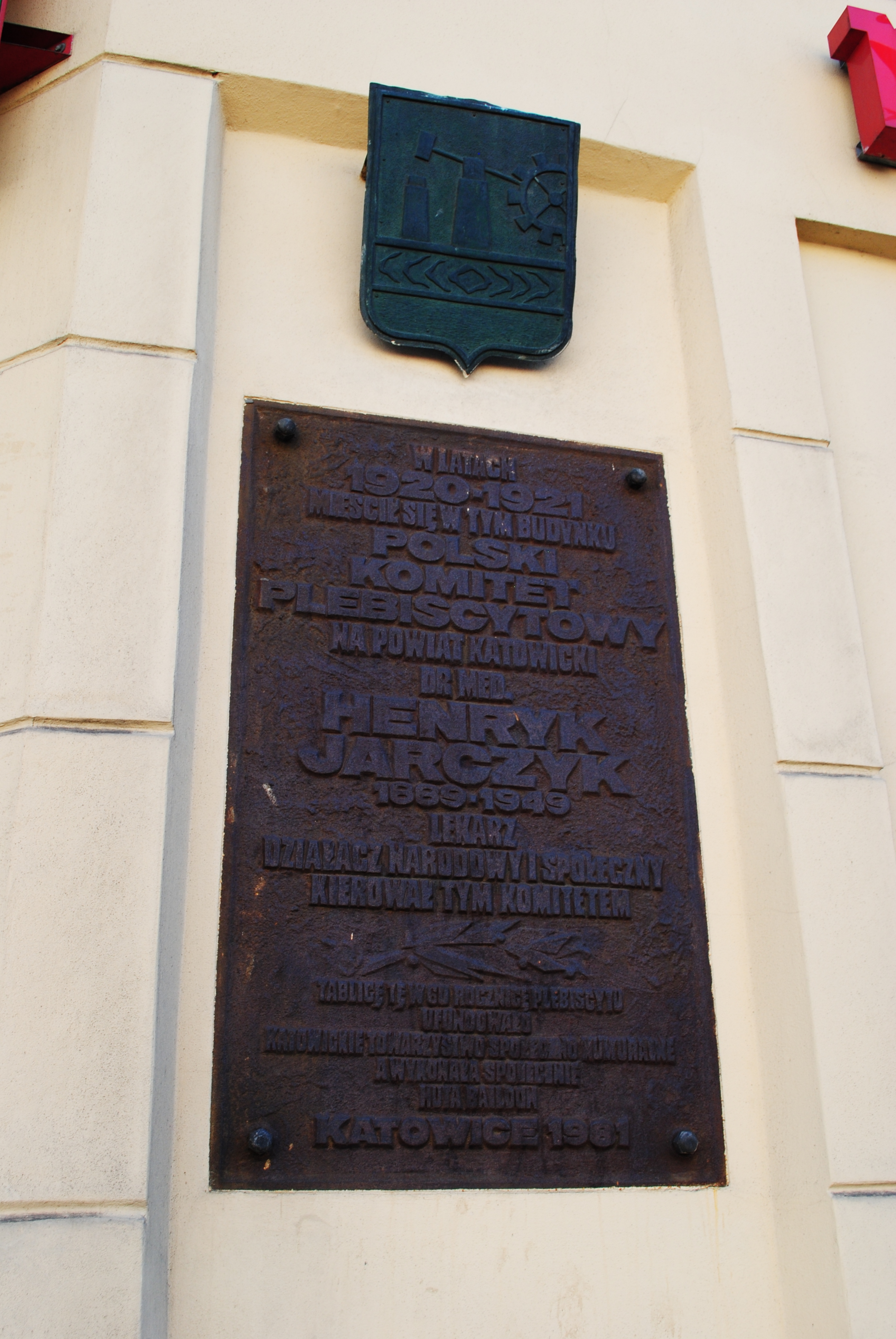
Tablica na fasadzie kamienicy upamiętniające miejsce, w którym w latach 1920–1921 działał Polski Komisariat Plebiscytowy w Katowicach

Kamienica została wybudowana w latach 1896–1906 (bądź też wzniesiono ją pomiędzy 1896 a 1906 rokiem lub w 1900 roku). Projekt kamienicy opracował Paul Frantzioch. Kamienica ta powstała jako Hotel „Deutsches Haus”, a hotel ten prowadziła siostra Paula – Aloisia Frantzioch. Prócz hotelu w kamienicy mieściły się mieszkania dla pracowników hotelu i restauracji, a także kilka lokali mieszkalnych na wynajem. Paul Frantzioch był właścicielem budynku do 1914 roku, kiedy to hotel został zakupiony przez Friedricha Brokera.
W latach 1920–1921 roku w części kamienicy przy ulicy Plebiscytowej 1 mieścił się Polski Komisariat Plebiscytowy w Katowicach i też z tego faktu pochodzi obecna nazwa znajdującej się przy kamienicy ulicy. Kierownikiem Komitetu został lekarz dr Henryk Jarczyk. W dniu 18 sierpnia 1920 roku w trakcie trwających w Katowicach rozruchów bojówki niemieckie zdobyły hotel, zdemolowały wnętrze budynku, zmusiły pracowników do ewakuacji, a także pobiły dr. Henryka Jarczyka. Po zakończeniu trzeciego powstania śląskiego i zakończeniu działalności Polskiego Komisariatu Plebiscytowego, w 1921 roku przeniesiono do budynku Naczelną Radę Ludową, zajmująca się organizowaniem administracji dla przyszłego autonomicznego województwa śląskiego.
W 1922 roku budynek hotelu został przejęty przez Skarb Państwa, a w kamienicy zostało umieszczone biura części wydziałów Urzędu Województwa Śląskiego, w tym m.in. Wydział Zdrowia Publicznego, Wydział Pracy i Opieki Społecznej oraz Śląska Izba Rolnicza. W 1929 roku wydziały te zostały przeniesione do nowo wybudowanego gmachu Sejmu Śląskiego przy ulicy Jagiellońskiej, a w dawnym hotelu swoją siedzibę znalazły różnego typu organizacje.
Od 13 lutego 1925 roku w kamienicy od strony ulicy Plebiscytowej 1 mieściła się redakcja czasopisma Polska Zachodnia.
W 1935 roku właścicielem części kamienicy przy ulicy J. Kochanowskiego 2 był chemik dr Artur Wulfson. W tym czasie prócz lokali mieszkalnych znajdowały się m.in. następujące zakłady: biuro pośrednictwa pracy Jakóba Mullera, hurtownia i skład skór A. i S. Preschel, skład kolonialny Ernesta Czempasa, zakład rentgenowski dr. M. Früß, pośrednictwo pracy dla artystów Wilhelma Różańskiego, piekarnia Heleny Ciupki i skład kapeluszy Erny Poznańskiej.
Właścicielem części kamienicy przy ulicy Plebiscytowej 1 był w tym czasie był Skarb Państwa. W tej części kamienicy prócz lokali mieszkalnych swoją siedzibę miały liczne związki i instytucje: Liga Morska i Kolonialna, Zarząd Główny Związku Powstańców Śląskich, Oddział Katowice Związku Zawodowego Kelnerów i Pokrewnych Zawodów, Związek Tramwajarzy, Zarząd Okręgu Śląskiego Związku Oficerów Rezerwy RP, Związek Uchodźców Śląskich, Śląski Zarząd Wojewódzki Związku Inwalidów Wojennych RP, Oddział Katowice Związku Legionistów Polskich, Zarząd i Komenda Okręgu Śląskiego Związku Rezerwistów, Zarząd Główny Oddziałów Młodzieży Powstańczej, Federacja Pracowników Umysłowych, Związek Inwalidów Górniczych i Hutniczych, a także Zarząd Główny Towarzystwa Polek.
Po II wojnie światowej kamienica została przekształcona na mieszkalną, a w niej ulokowano mieszkania komunalne. Pa parterze budynku działała m.in. restauracja „Bristol”. W latach 80. XX wieku na elewacji kamienicy umieszczono tablicę upamiętniającą dr. Henryka Jarczyka.
W dniu 28 września 1994 roku budynek wpisano do rejestru zabytków. W 1994 roku część kamienicy przy ulicy J. Kochanowskiego 2 przeszła modernizację, zaś część przy ulicy Plebiscytowej 1 została zmodernizowana w 2001 roku. W 2014 roku część kamienicy przeszła remont elewacji zewnętrznej.

## Charakterystyka
Zabytkowa narożna kamienica mieszkalno-użytkowa położona jest w narożniku ulicy J. Kochanowskiego 2 i ulicy Plebiscytowej 1 katowickiej dzielnicy Śródmieście.
Wybudowana jest ona w stylu eklektycznym z elementami secesji i neogotyku. Powierzchnia zabudowy części kamienicy przy ulicy J. Kochanowskiego 2 wynosi 573 m², zaś części przy ulicy Plebiscytowej 1 wynosi 442 m². Powierzchnia użytkowa części przy ulicy Plebiscytowej 1 wynosi 1133,79 m². Obie części kamienicy mają sześć kondygnacji nadziemnych i podpiwniczenie.
Kamienica jest wpisana do rejestru zabytków pod numerem A/1546/94 – granice ochrony obejmują cały budynek. Budynek wpisany jest także do gminnej ewidencji zabytków miasta Katowice, a także jest ujęta w strefie ochrony konserwatorskiej ustanowionej na podstawie przepisów uchwalonego 28 maja 2014 roku miejscowego placu zagospodarowania przestrzennego fragmentu Śródmieścia Katowic.
Na początku lutego 2022 roku w systemie REGON przy ulicy J. Kochanowskiego 2 zarejestrowanych było 20 aktywnych podmiotów gospodarczych, zaś w części przy ulicy Plebiscytowej 1 było ich łącznie 13.

## Galeria
| - Kamienica we wrześniu 2012 roku, widziana do strony ulicy T. Kościuszki - Jeden wykuszy kamienicy, widziany od strony ulicy Plebiscytowej (2022) - Fragment fasady zabytkowej kamienicy od strony wschodniej (2014) |